# Anancylus birmanicus
Anancylus birmanicus là một loài bọ cánh cứng trong họ Cerambycidae.